# Ficarazzi
Ficarazzi település Olaszországban, Szicília régióban, Palermo megyében. Lakosainak száma 12 991 fő (2023. január 1.). Ficarazzi Bagheria, Misilmeri, Palermo és Villabate községekkel határos.

## Népesség
A település lakossága az elmúlt években az alábbi módon változott:
| Lakosok száma | 13 078 | 13 080 | 12 991 |
|               | 2017   | 2018   | 2023   |